# Disputatio de Leipzig

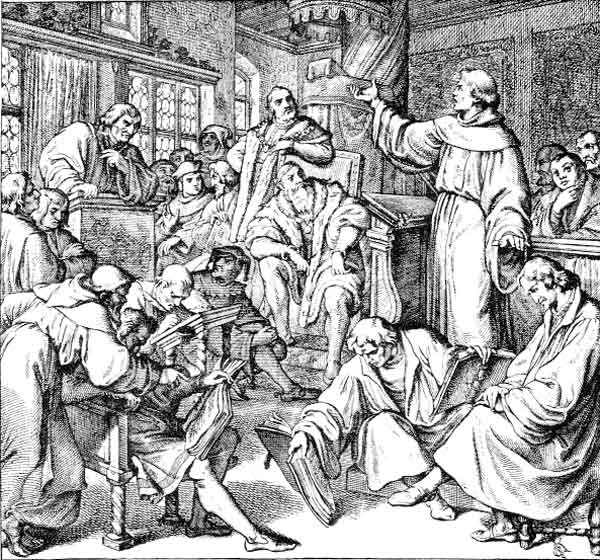
Représentation

On appelle disputatio de Leipzig le débat théologique qui eut lieu en 1519 entre le théologien catholique Jean Eck et les principaux chefs du mouvement réformateur, Martin Luther, Andreas Karlstadt et Philipp Melanchthon.

## Déroulement

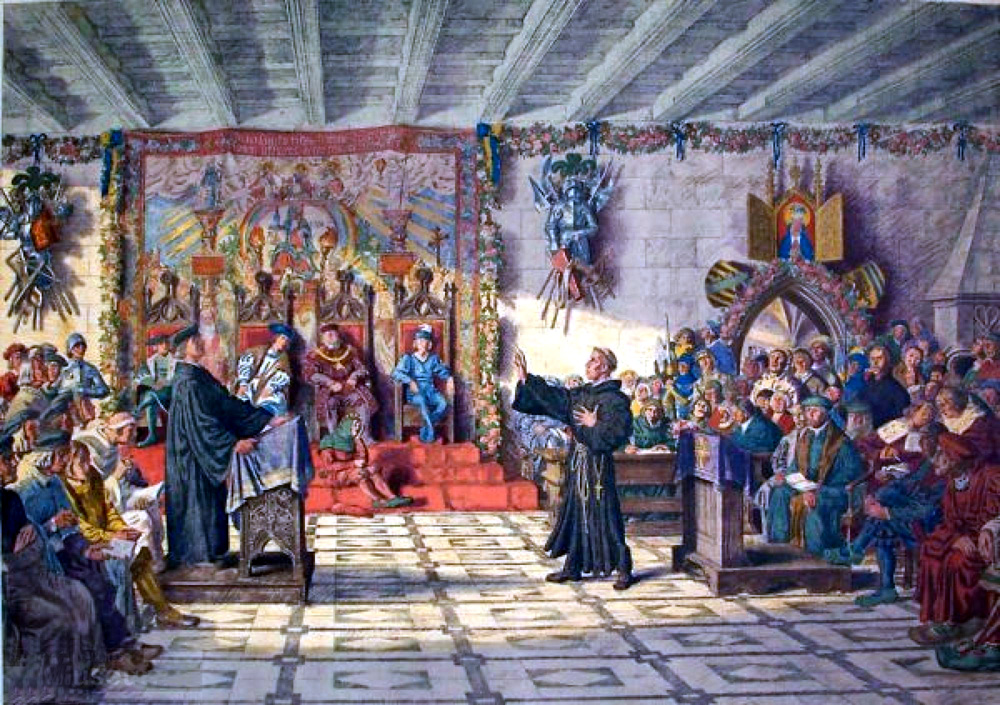
Représentation de la disputatio vers 1900 par Max Seliger

Dès 1518, il y avait eu une controverse théologique sous forme écrite entre Eck et les réformateurs. On suggéra alors une discussion pour éclaircir les choses et elle fut organisée par l'Université de Leipzig, du 27 juin au 16 juillet 1519, au château de la Pleissembourg à Leipzig. Les principaux sujets abordés furent le pouvoir du pape et l'autorité de l'Église en matière de doctrine, le libre-arbitre de l'homme face à la grâce divine et les indulgences.
Le discours d'ouverture de la disputatio fut prononcé par Petrus Mosellanus qui, jusqu'au bout, tenta de jouer les bons offices entre les parties.
Eck défendit avec véhémence l'autorité en matière de dogme du pape et des conciles, alors que Luther affirmait qu'ils étaient capables de se tromper. Le Wittenbergeois estimait que c'était seulement sur l'Écriture (Sola Scriptura) qu'on devait essayer de justifier la primauté du pape, et pour cette raison Eck avait cru devoir publier la même année son De primatu Petri, apologie de la papauté contre les critiques protestantes.
Luther soutenait au contraire que ni pape ni concile ne disposaient de l'autorité suprême en matière de foi. Par la suite il constata au cours de la disputatio que les théories de Jan Hus n'étaient pas toutes hérétiques. Dès lors, la rupture définitive entre Luther et Rome était consommée.
Le 15 juillet Johann Langius Lembergius, recteur de l'Université de Leipzig, prononça le discours de clôture de la disputatio.
Chacun des deux camps revendiqua la victoire pour lui-même. D'un point de vue historique on peut dire que c'est lors de la disputatio de Leipzig que furent définies nettement les principales différences entre les doctrines catholique et protestante et qu'eut lieu la rupture définitive entre Rome et les luthériens.

## Référence de traduction
- (de) Cet article est partiellement ou en totalité issu de l’article de Wikipédia en allemand intitulé « Leipziger Disputation » (voir la liste des auteurs).